# Hahnia montana
Hahnia montana là một loài nhện trong họ Hahniidae.
Loài này thuộc chi Hahnia. Hahnia montana được miêu tả năm 1841 bởi John Blackwall.